# Heinkel He 219
Pour les articles homonymes, voir Uhu.
Le Heinkel He 219 était un avion de chasse de nuit construit par l'Allemagne au milieu de la Seconde Guerre mondiale. Rapide, puissant, maniable et bien armé, il aurait pu avoir une grande influence sur le conflit mais seuls 288 exemplaires furent livrés, la production fut handicapée par le manque d'ouvriers qualifiés (la priorité étant accordée aux chasseurs de jour). De nombreux spécialistes estiment qu'il fut le meilleur chasseur de nuit de la guerre, mais de graves critiques existent aussi à son encontre.

## Conception

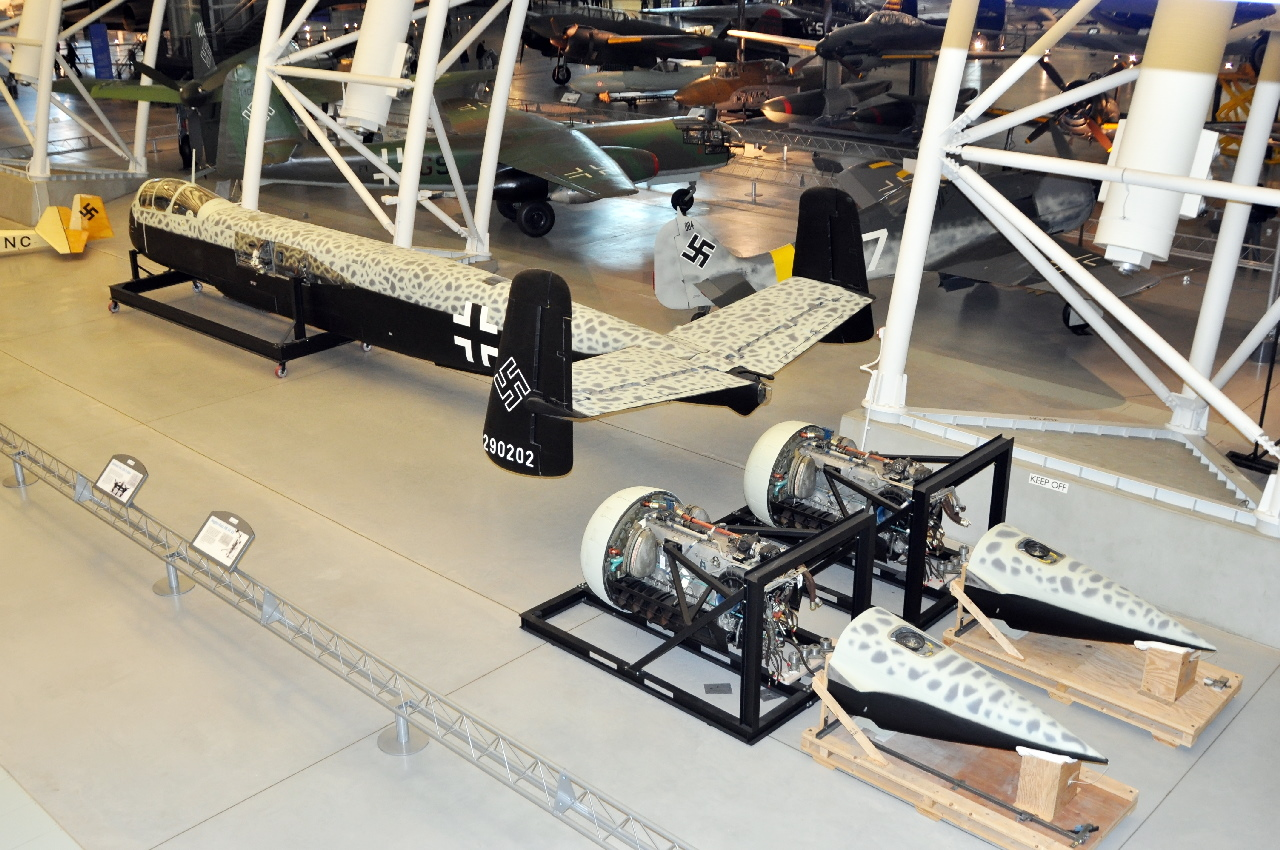
Heinkel He 219 A-2 exposé au Centre Steven F. Udvar-Hazy.

Le projet du He 219 « Uhu » (« hibou grand-duc ») démarra durant l'été 1940. Monoplan à ailes hautes et double dérive, il avait été conçu comme une machine multi-rôles très moderne : cabine pressurisée, train d'atterrissage tricycle, armement défensif dans des tourelles télécommandées. La cabine de pilotage, entièrement vitrée, accordait une visibilité exceptionnelle aux deux membres d'équipage qui étaient assis dos à dos, celui présent à l'arrière servant à détecter les cibles potentielles à l'aide du radar Telefunken FuG 220 Lichtenstein SN-2 présent dans le nez de l'appareil. Le ministère de l'Air allemand ne s'intéressa au projet que fin 1941, et demanda sa transformation en chasseur nocturne pour la Nachtjagd. Le prototype vola le 15 novembre 1942. L'armement était composé uniquement de canons de 20 mm dont certains étaient placés en oblique sur le dos de l'appareil, pour tirer en biais vers le haut en passant sous le ventre (partie la moins bien défendue) des bombardiers alliés, tandis que la batterie principale, sous le ventre, ne risquait pas d'éblouir le pilote.
Le He 219 fut le premier avion au monde doté de sièges éjectables, bien avant les premiers avions des pays alliés. Il était équipé d'un train d'atterrissage tricycle, chose particulièrement rare à cette époque. Le He 219 a acquis une solide réputation, bien que son impact réel opérationnel ait été extrêmement faible. La réputation du He 219 est probablement bien au-delà de la réalité, car l'avion était malgré tout lourd et relativement lent, du fait qu'il ne put disposer en série des puissants moteurs Jumo 222 autour desquels il avait été dessiné. Il semble n'avoir jamais atteint les performances indiquées par le constructeur : à masse maximale, il ne passait pas les 8 000 mètres ; avec les antennes radar et les cache-flammes, la vitesse tombait à 560 km/h à 6 200 mètres et seulement 500 km/h à 8 200 mètres. En revanche, sa grande autonomie permettait de couvrir de vastes zones de défense et lui permettait de poursuivre les Mosquito de la Royal Air Force, dont il était pratiquement l'égal.

## Service opérationnel

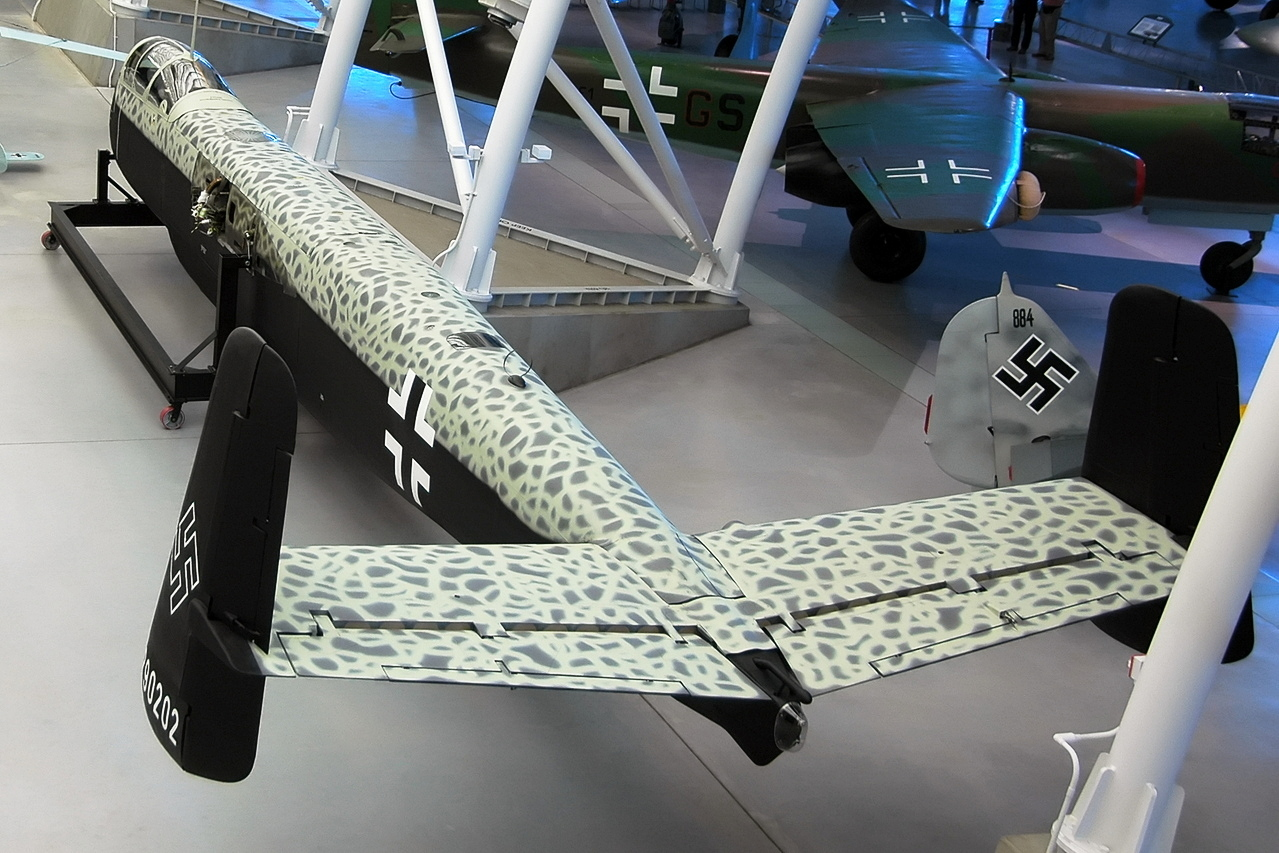
Heinkel He 219 A-2 (fuselage).

Lors de sa première mission d'essai, dans la nuit du 11 au 12 juin 1943, le prototype He 219 V9, piloté par Werner Streib, détruisit cinq bombardiers en une demi-heure mais se coupa en deux à l'atterrissage, après une panne de volets contraignant l'avion à se poser trop vite. Les pilotes sortirent sonnés mais indemnes après que la cabine eut glissé sur une vingtaine de mètres. Dans les dix jours suivants, les appareils de présérie He 219 A-0 abattirent vingt bombardiers, dont six De Havilland Mosquito, considérés auparavant comme quasi invulnérables. Cette démonstration de force appuya le lancement de la série.
Bien que de nombreux prototypes et exemplaires de présérie (A-0) aient été fabriqués et utilisés en opération, la série débuta avec la version A-2. Elle dérivait des prototypes A-0 R3 et recevait généralement en sortie d'usine le kit R1, avec deux canons MK 108 de 30 mm « Schräge Musik » à l'arrière du fuselage tirant en biais vers le haut mais qui furent souvent démontés, les équipages trouvant le dispositif trop pénalisant en matière de poids. Le radar Telefunken Lichtenstein SN-2 (FuG 220) était monté de série et était le radar le plus performant de l'époque. Du fait des bombardements alliés, seuls quelques exemplaires atteignirent les unités de combat. Le chiffre de 200 est souvent avancé. Les moteurs étaient des DB 603 A ou B et l'armement standard consistait en deux canons MG 151 de 20 mm dans les emplantures d'ailes et deux puissants MK 103 de 30 mm dans la gondole ventrale (certaines versions furent équipées de quatre MK 103).
Alors que l'administration du RLM, qui ne croyait toujours pas au He 219, essayait encore une fois de tuer le programme, les problèmes rencontrés avec le Junkers Ju 388 la poussèrent à relancer la série.
La série A-7 termina la carrière opérationnelle du He 219. Elle différait essentiellement des A-2 par ses moteurs DB 603G plus puissants et par un armement plus important. La variante R1 avait deux canons MK 108 de 30 mm remplaçant les MG 151 d'aile, et la gondole ventrale comprenait deux canons MG 151 de 20 mm en plus des deux MK 103 de 30 mm. Ces deux armes avaient un pouvoir de destruction très important. La variante R2 ajoutait deux canons MK 108 de 30 mm tirant vers le haut.
De petites séries ou conversions ont sans doute vu le jour. Il est souvent fait référence à une version A-4, qui serait un A-2 allégé pour augmenter sa vitesse et ses performances en altitude. La version A-6 serait, selon les sources, soit un dérivé allégé de l'A-2 (comme l'A-4) ou un appareil équipé des moteurs Jumo 213E dans le même but : lutter contre les Mosquitos. La version A-5, dont des photos de prototype existent, aurait été fabriquée en petite série. Un prototype équipé de deux radars au moins aurait existé. Mais selon les sources, l'A-5 serait une version trois places avec mitrailleur. Parmi les versions A-7, certains avions auraient reçu des moteurs Jumo 213E pour améliorer les performances en altitude. Ces exemplaires pourraient être dans la réalité les hypothétiques A-6.
Enfin, pour essayer d'augmenter la vitesse de l'avion, les ingénieurs allemands ont monté un réacteur BMW 003 sous le fuselage. L'unique prototype aurait été détruit en vol.

## Variantes
Ce chapitre est provisoire, car des données contraires sont publiées :
- A-0 : exemplaires de présérie (nombreuses variantes Rxx) ;
- A-1 : projet de mise en série, aboutit à l'A-2 ;
- A-2/R1 : premier modèle de chasse de nuit produit en série. Armement identique à celui de l'A-1 ;
- A-4 : exemplaires de l'A-2 allégés et optimisés (boost GM-1) pour lutter contre les Mosquitos (désignation probablement rétroactive) ;
- A-5/R1/R2/R3/R4 : différents moteurs et variantes d'armements, pas de série. Certains avaient un équipage de trois personnes et une mitrailleuse défensive arrière ;
- A-5/R3 : selon les sources, cette version proche de l'A-2/R1 aurait été produite avec des moteurs DB 603E ;
- A-6 (ou A-7/R5 ?) : version allégée sans blindage, pour lutter contre les Mosquitos (pas de preuves de production) ;
- A-7 : dernier modèle produit en série, DB 603G, armement augmenté variantes R1 et R2 ;
- B-1 : projets de version avec moteurs Jumo 222 et ailes agrandies ;
- C-1 : projets de chasseurs de nuit lourds, de bombardiers rapides.

## Dans les musées
À ce jour, il ne reste qu'un exemplaire du Uhu, un He 219 (A-2 ?), qui est conservé aux États-Unis au NASM à Washington. Il semble que ce soit un appareil convoyé après guerre aux États-Unis pour évaluation, comme l'ont été de nombreux appareils capturés. En 2009, seul le fuselage et les nacelles moteur sont restaurés et exposés, les autres parties (ailes, trains) sont encore stockées. Le radar n'est pas présent mais est en cours de restauration.
Une épave de He 219, très abîmée, a été repêchée au large du Jutland le 23 avril 2012.

## Dans la culture populaire
Il donne son nom à la série de bande dessinée en 3 tomes Le Grand Duc, de Yann le Pennetier et Romain Hugault. Dans le tome 1, Les sorcières de la nuit, Adolf Wulf, as de la chasse de nuit aux multiples victoires mais anti-nazi convaincu, est désigné pour procéder à l'essai opérationnel sur le front de l'Est d'un des premiers exemplaires du He 219.